# CompactFlash

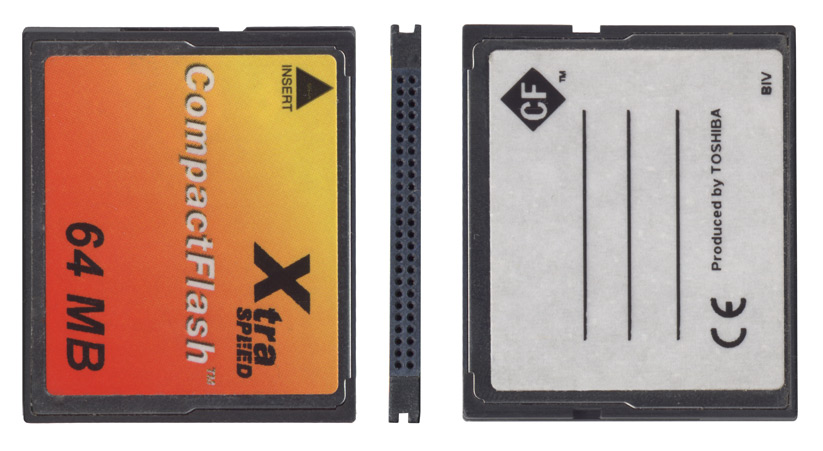
64 MB CompactFlash Type I

CompactFlash — формат флеш-пам'яті, з'явився одним з перших. Формат розроблений компанією SanDisk в 1994 році.
Специфікацію цього формату складає Асоціація CompactFlash. У міру розвитку технологій даний формат розвивався. Спочатку був випущений CompactFlash Type II (місткість до 320 Мбайт, швидкість читання до 1,5 Мбайт/с, запису — 3 Мбайт/с), потім CompactFlash 2.0 або CF+ (швидкість читання досягла 8 Мбайт/с, запису — 6,6 Мбайт/с) і в кінці 2004 року з'явилася третя версія стандарту (підтримує режими UDMA33 і UDMA66, швидкість передачі даних збільшена до 66 Мбайт/с).
У 2007 році максимальна місткість накопичувачів з інтерфейсом CompactFlash досягла 32 Гбайт, у 2008 році — 100 Гбайт.
Розміри карт CompactFlash — 42 мм на 36 мм, товщина — 3,3 мм, CompactFlash Type II — 5 мм. Карти CompactFlash Type I можуть вставлятися в слоти обох типорозмірів, CompactFlash Type II — тільки в слот для CompactFlash Type II. CompactFlash обох типорозмірів має 50-контактні розніми.

## Стандарт

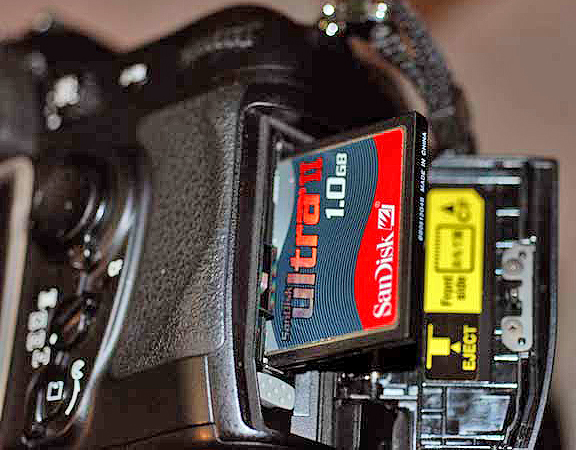
1 GB CF-карта, вставлена в фотокамеру Nikon D200 DSLR

CompactFlash описаний в CF+ and CompactFlash Specification Revision 3.0 (від 23 грудня 2004 року).
Стандарт специфікує:
- розміри і механічні властивості пристроїв CompactFlash, а також типи вживаних роз'ємів;
- електричний інтерфейс (сигнали шини, цикли шини, а також цокольовка роз'ємів);
- метаформат;
- програмну модель пристроїв CompactFlash;
- адаптери для підключення пристроїв CompactFlash до шини PCMCIA.

Відповідно до стандарту, інтерфейс накопичувачів CompactFlash електрично сумісний з інтерфейсом IDE.

## Дивись також
- Microdrive